# Kieneck
Kieneck är ett berg i Österrike.   Det ligger i distriktet Wiener Neustadt-Land och förbundslandet Niederösterreich, i den östra delen av landet, 50 km sydväst om huvudstaden Wien. Toppen på Kieneck är 1 107 meter över havet, eller 152 meter över den omgivande terrängen. Bredden vid basen är 3,3 km.
Terrängen runt Kieneck är huvudsakligen kuperad. Närmaste större samhälle är Berndorf, 17,6 km öster om Kieneck. 
I omgivningarna runt Kieneck växer i huvudsak blandskog. Runt Kieneck är det ganska tätbefolkat, med 108 invånare per kvadratkilometer.